# Gonzalo Pérez
Pour les articles homonymes, voir Perez.
Gonzalo Pérez, né le 4 janvier 2001 à Montevideo en Uruguay, est un footballeur uruguayen qui évolue au poste de défenseur central au CA Lanús.

## Biographie

### Liverpool Fútbol Club
Né à Montevideo en Uruguay, Gonzalo Pérez est formé par l'un des clubs de la capitale uruguayenne, le Liverpool Fútbol Club. Le 9 janvier 2020, il signe son premier contrat professionnel avec le club. Il joue son premier match en professionnel le 8 août 2020, en championnat, contre le CA Rentistas. Il est titularisé en défense centrale ce jour-là, et les deux équipes se neutralisent (1-1),.
Pérez joue son premier match de Copa Libertadores le 24 février 2021 contre les équatoriens de l'Universidad Católica. Il est titulaire et son équipe l'emporte sur le score de deux buts à un,.

### CA Lanús
Le 2 août 2023, Gonzalo Pérez rejoint l'Argentine afin de s'engager en faveur du CA Lanús.